# Polmaks kommun
Polmaks kommun var en tidigare kommun i Finnmark fylke i norra Norge. Kommunen omfattade den södra delen av nuvarande Tana kommun. Byn Polmak utgjorde kommunens centralort.

## Administrativ historik
Polmaks kommun upprättades den 1 januari 1903 genom utbrytning ur Nesseby kommun. Kommunen hade 450 invånare vid upprättandet.
Den 1 januari 1964 gick kommunen upp i Tana kommun. Kommunens hade då 1 072 invånare.